# Daniel Bomberg

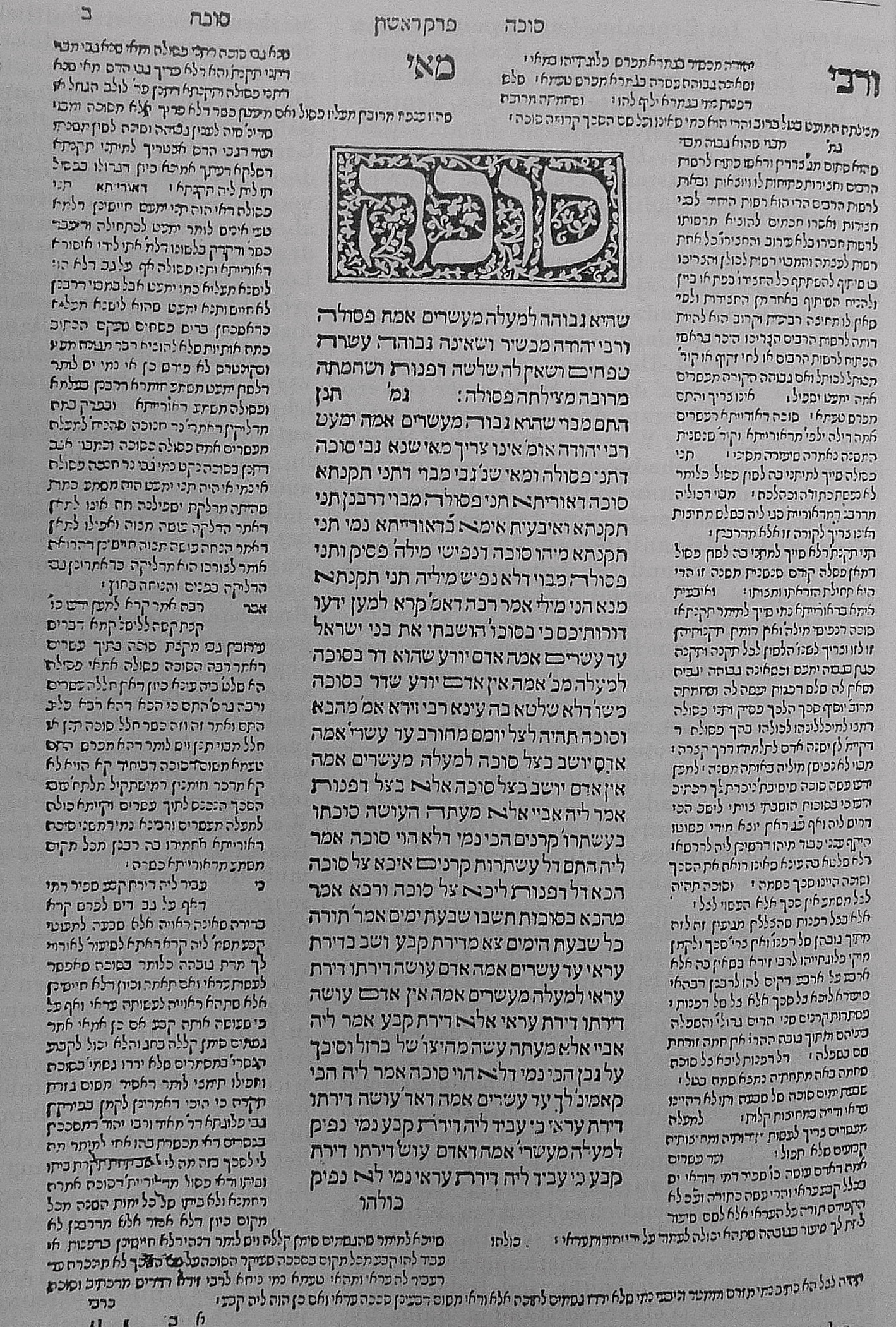
Druhá edice Babylonského talmudu vydaného Danielem Bombergem

Daniel Bomberg (1483? Antverpy – 1549? Antverpy) byl křesťanský benátský tiskař, jeden z nejdůležitějších vydavatelů hebrejských knih.
Narodil se okolo roku 1483 v Antverpách. Jeho otec Cornelius von Bombergen, který byl kupcem, ho poslal do Benátek, aby pomohl s rodinným podnikáním. Zde se setkal s augustiniánem Felicem da Pratou, který konvertoval od židovství, ten mu doporučil vydávat hebrejské knihy. Daniel Bomberg postupně založil úspěšnou benátskou tiskárnu, do které investoval přes 4 000 000 dukátů. Ve svém vydavatelství zaměstnával rabíny a učence. Jako první vytiskl Mikraot gdolot (rabínskou Bibli) a Babylonský i Jeruzalémský talmud. Tato vydání stanovila standardy, které jsou při tisku Talmudu nadále používány. Celkem vytiskl 200 hebrejských knih včetně modlitebních knih, respons, filosofických a etických prací, komentářů a zákonů. Roku 1539 se vrátil do Antverp, zemřel mezi lety 1549-1553.